# Clathria claviformis
Clathria claviformis är en svampdjursart som beskrevs av Jörn Hentschel 1912. Clathria claviformis ingår i släktet Clathria och familjen Microcionidae. Inga underarter finns listade i Catalogue of Life.